# Beloretsk
Beloretsk (en ruso: Белоре́цк) es una ciudad ubicada en la república de Baskortostán, Rusia, a la orilla del curso alto del río Bélaya —un afluente del Kama que, a su vez, es afluente del Volga— y a 240 km de Ufá, la capital de la república. Su población en el año 2010 era de casi 70 000 habitantes.

## Historia

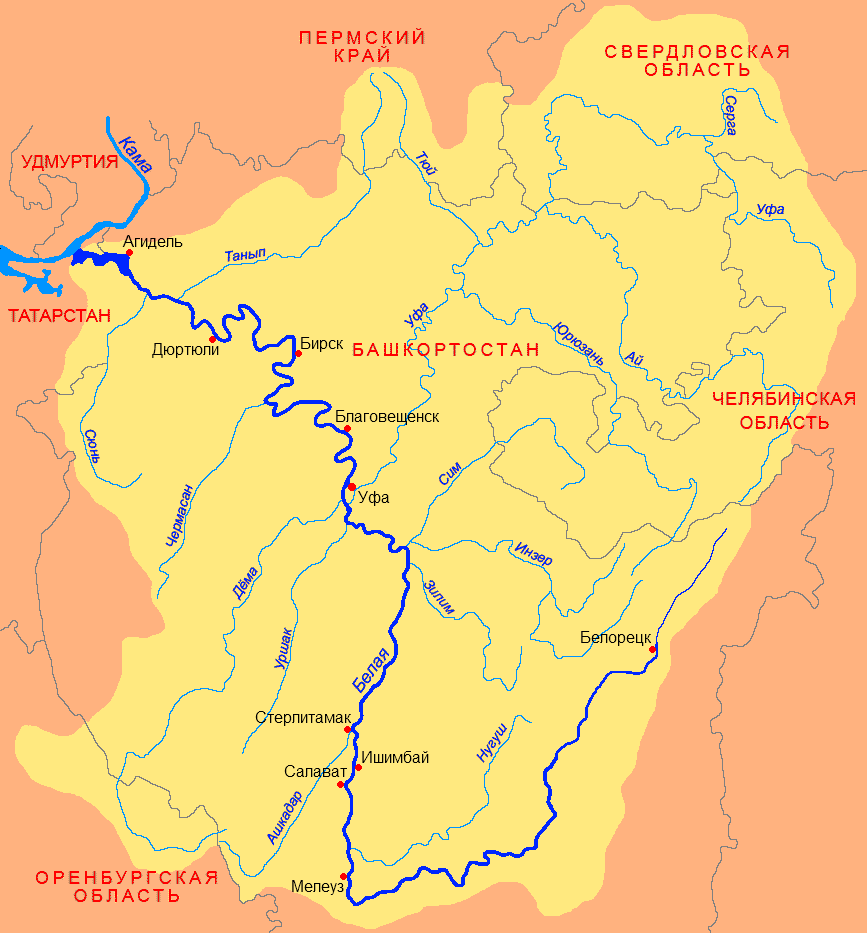
Mapa en ruso del río Bélaya (Бе́лая) —afluente del Kama— en el que aparece, sobre su curso alto cerca de su nacimiento, Beloretsk (Белоре́цк)

Beloretsk nació como una industria de hierro, construida en la década de 1760. Los trabajadores de las fábricas eran servidores, una especie de esclavitud que se creó en Rusia con el fin de garantizar el valor económico de las propiedades agrarias en el campo ruso, e impedía legalmente que los campesinos pudiesen desplazarse libremente por el territorio o emigrar.
En el siglo XIX la fábrica tuvo muchos éxitos en la producción de metal. Las piezas producidas aquí eran las más baratas de toda la región del sur de los Urales. A finales de dicho siglo, se realizó una exposición de sus piezas en Nizhni Nóvgorod, lo cual aumento enormemente su fama y prestigio. En 1923, Beloretsk obtuvo el estatus de ciudad.